# Carychium nannodes
Carychium nannodes är en snäckart som beskrevs av G. H. Clapp 1905. Carychium nannodes ingår i släktet Carychium och familjen Carychiidae. Inga underarter finns listade i Catalogue of Life.